# Gonimbrasia ruandana
Gonimbrasia ruandana är en fjärilsart som beskrevs av M.Gaede 1927?. Gonimbrasia ruandana ingår i släktet Gonimbrasia och familjen påfågelsspinnare. Inga underarter finns listade i Catalogue of Life.